# 陈彬彬
陈彬彬（1998年6月10日—），中国足球运动员，出生于河南省淮滨县，司职中场，曾是中国国奥队队长，曾效力中国足球超级联赛球队上海海港，现效力于中甲联赛南通支云。

## 俱乐部生涯
2014年，随着上海东亚足球俱乐部和根宝足球基地U-17队被上港集团整体收购，陈彬彬也随之成为上海上港青训一员。 2017赛季，陈彬彬被提拔至上海上港一线队。 2017年7月9日，在客场2–4负于长春亚泰的联赛中，陈彬彬替补登场，完成了自己的职业生涯首秀。
2022年8月, 陈彬彬外借日本職業足球丙級聯賽球队富山勝利至賽季結束。
2025年2月，陈彬彬從上海海港離隊。

## 国家队生涯
2018年5月26日，在中国国家队主场1–0击败缅甸国家队的国际友谊赛中，陈彬彬于第76分钟替换黄紫昌登场，完成了自己的国家队首秀。